# Distrito Escolar Unificado Reef-Sunset
El Distrito Escolar Unificado Reef-Sunset (Reef-Sunset Unified School District) es un distrito escolar en California. Tiene su sede en Avenal.

## Escuelas
Escuelas para adultos
- Avenal Adult School (Avenal)

Escuelas preparatorias
- Avenal High School (Avenal)
- Sunrise High School (Avenal)

Escuelas medias
- Reef-Sunset Middle School (Avenal)

Escuelas primarias
- Avenal Elementary School (Avenal)
- Kettleman City Elementary School (Kettleman City, Área no incorporada)
- Tamarack Elementary School (Avenal)